# Piotr Szewc

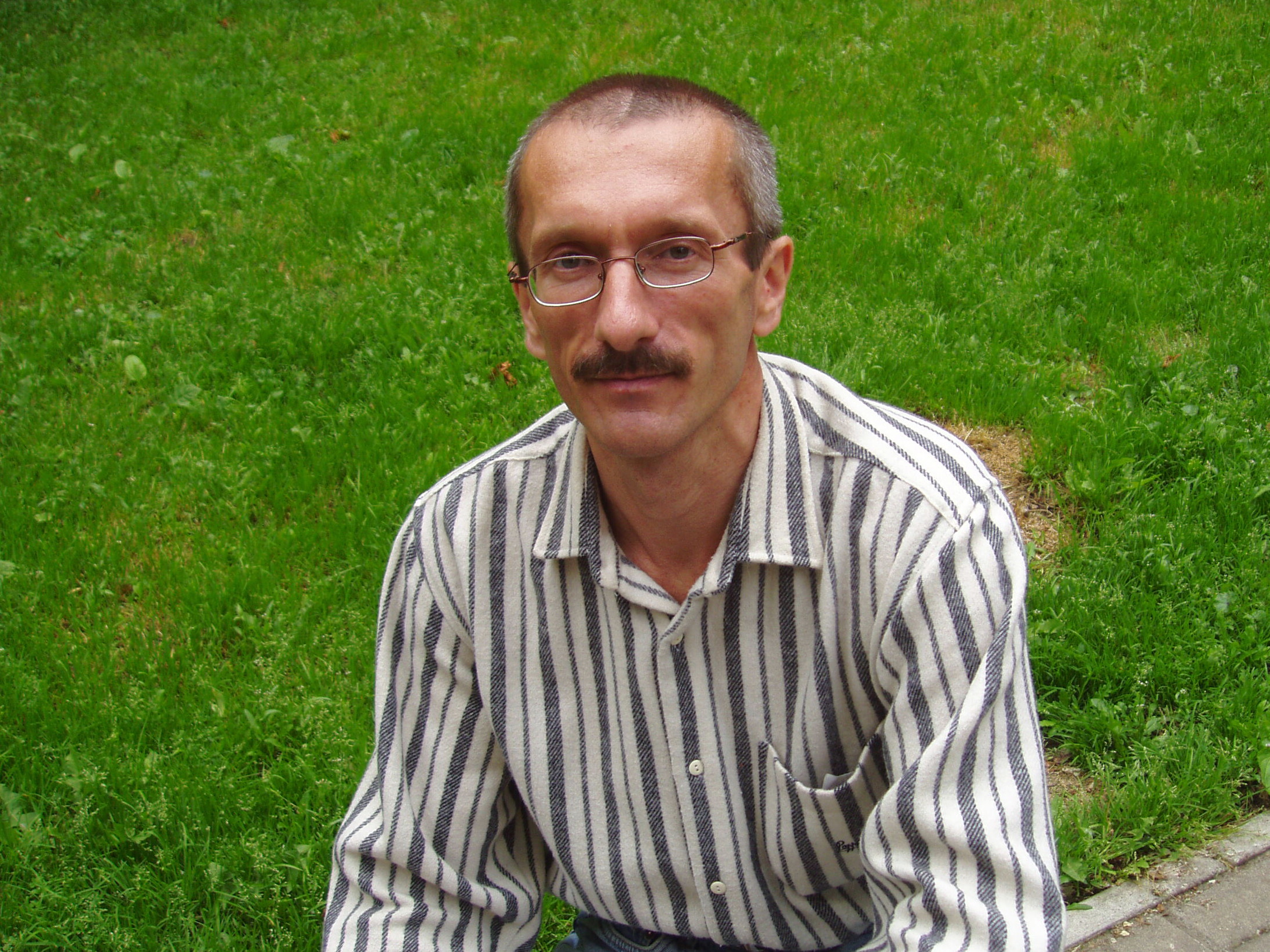
Piotr Szewc, 2005

Piotr Szewc (* 27. August 1961 in Zamość) ist ein polnischer Lyriker, Prosaschriftsteller, Essayist und Literaturkritiker.

## Leben
Szewc besuchte von 1976 bis 1977 die Berufsschule für Landwirtschaft und anschließend die Fachschule für Landwirtschaft. Als Literaturkritiker debütierte er 1978 mit dem polemischen Artikel Nie tak z Białoszewskim, der in der Zeitschrift Kamena publiziert wurde. In dieser Zeitschrift veröffentlichte er 1979 sein erstes Gedicht Wiersz na moją śmierć. Nach dem Abitur 1981 studierte er Polonistik an der Katholischen Universität Lublin, wo er 1986 den Magister erwarb. Nach seinem Studium arbeitete er bis 1989 als Redakteur für die Zeitung Za i przeciw, von 1991 bis 1992 für Życie Warszawy, 1995 für Słowo. Dziennik Katolicki und 1996 für Nowe Książki. Er publizierte auch in Twórczość, Rzeczpospolita und Kwartalnik Artystyczny
Er wohnt in Warschau.

## Publikationen

### Lyrik
- Świadectwo, 1983
- Całkiem prywatnie, 2006
- Moje zdanie, 2009
- Cienka szyba, 2014
- Światełko, 2017

### Romane
- Zagłada, 1987 (2. veränderte Aufl. 1993)
  - Vernichtung. Roman, übersetzt von Esther Kinsky, 1993
  - Das Buch eines Tages. Zamość, Juli 1934. Roman, übersetzt von Esther Kinsky, 2011
- Zmierzchy i poranki, 2000
- Bociany nad powiatem, 2005

### Essays und Gespräche
- Ocalony na Wschodzie. Z Julianem Stryjkowskim rozmawia Piotr Szewc, 1991
- Syn kapłana, 2001
- Wolność i współczucie. Rozmowy z pisarzami, 2002

## Nominierungen
- 2001: Finalist des Nike-Literaturpreises mit Zmierzchy i poranki